# Vadócok
A Vadócok (eredeti cím: Craig of the Creek) 2018 és 2025 között bemutatott amerikai televíziós számítógépes animációs akciósorozat, amelyet Matt Burnett és Ben Levin alkotott. 
Amerikában 2017. december 1-jén volt a bevezető része a Cartoon Network-on. Magyarországon is a Cartoon Network mutatta be 2018. október 15-én.

## Cselekmény
Craig Williams és barátai (Kelsey Pokoly, Jp Mercer, és később Omar) Maryland egyik külvárosi erdejében keresnek mindennap kalandokat képzeletük és barátaik segítségével. Itt élvezik a gyermekkor csodáit, tehát a szinte egész napos játékot

## Szereplők

### Főszereplők
| Szereplő                | Eredeti hang                                  | Magyar hang        |
| ----------------------- | --------------------------------------------- | ------------------ |
| Craig Williams          | Philip Solomon                                | Berecz Kristóf Uwe |
| John Paul "J.P." Mercer | H. Michael Croner                             | Berkes Bence       |
| Kelsey Pokoly           | Georgie Kidder (1. hang) Noël Wells (2. hang) | Csifó Dorina       |

### Mellékszereplők
| Szereplő         | Eredeti hang                                      | Magyar hang                                       |
| ---------------- | ------------------------------------------------- | ------------------------------------------------- |
| Jessica Williams | Dharma Brown (1. hang) Lucia Cunningham (2. hang) | Kobela Kira                                       |
| Bernard Williams | Phil LaMarr                                       | Gacsal Ádám                                       |
| Duane Williams   | Terry Crews                                       | Bognár Tamás                                      |
| Nicole Williams  | Kimberly Hébert Gregory                           | Kocsis Mariann                                    |
| Kit              | Dana Davis                                        | Lamboni Anna (1-6. rész) Laudon Andrea (7. rész-) |
| Alexis           | Karen Fukuhara                                    | Laurinyecz Réka                                   |
| Jason            | Gunnar Sizemore                                   | Pál Dániel Máté                                   |
| Bobby            | Ben Levin                                         | Nagy Gereben Vida Bálint (egy részben)            |
| Vén Mark         | Ben Levin                                         | Markovics Tamás Moser Károly (egy részben)        |
| Vén Barry        | Matt Burnett                                      | Szokol Péter Baráth István (egy részben)          |
| Tony             | Ben Levin                                         | Szokol Péter                                      |
| Vén David        | Zachary Steel                                     | Kossuth Gábor                                     |
| Carter Brown     | Zeno Robinson                                     | Kossuth Gábor                                     |
| Boris            | Gunnar Sizemore                                   | Potocsny Andor                                    |
| MacKenzie        | Lauren Lapkus                                     | Tamási Nikolett                                   |
| Eliza            | Andrée Vermeulen                                  | Csuha Bori                                        |
| Jane             | Noël Wells                                        | Hermann Lilla                                     |
| George           | H. Michael Croner                                 | Posta Victor                                      |
| Todd             | H. Michael Croner                                 | Pupos Tímea                                       |
| Handlebarb       | Jessica McKenna                                   | Boldog Gábor Pekár Adrienn (néhány részben)       |
| Maya             |                                                   | Maszlag Bálint Hegedűs Johanna                    |

### Magyar változat
A szinkront az Iyuno Hungary készítette.
- Bemondó: Endrédi Máté (1-3. és 4. évad első fele), Orosz Gergely (4. évad második fele)
- Főcímdal: Szabó Máté
- Magyar szöveg: Kiss Odett
- Dalszöveg, hangmérnök és zenei rendező: Császár Bíró Szabolcs
- Vágó: Wünsch Attila
- Gyártásvezető: Németh Piroska
- Szinkronrendező: Faragó József
- Produkciós vezető: Varga Fruzsina

## Epizódok
| Évad | Évad | Epizódok | Eredeti sugárzás  | Eredeti sugárzás   | Magyar sugárzás    | Magyar sugárzás    |
| Évad | Évad | Epizódok | Évadpremier       | Évadfinálé         | Évadpremier        | Évadfinálé         |
| ---- | ---- | -------- | ----------------- | ------------------ | ------------------ | ------------------ |
|      | 1    | 40       | 2018. március 30. | 2019. március 11.  | 2018. október 15.  | 2019. december 3.  |
|      | 2    | 40       | 2019. március 18. | 2020. június 11.   | 2019. augusztus 2. | 2020. december 20. |
|      | 3    | 40       | 2020. június 21.  | 2021. július 2.    | 2021. július 19.   | 2022. február 7.   |
|      | 4    | 40       | 2021. október 25. | 2023. május 29.    | 2022. július 25.   | 2023. június 8.    |
|      | 5    | 10       | 2023. július 10.  | 2023. július 14.   | 2023. november 6.  | 2023. november 15  |
|      | 6    | 10       | 2024. június 1.   | 2024. augusztus 1. | 2024. október 7.   | 2024. október 11.  |